# Altensteig
Altensteig là một thị xã in huyện Calw, bang Baden-Württemberg, thuộc nước Đức. Đô thị Altensteig có diện tích km². Đô thị này tọa lạc ở phía đông rừng Đen, 18 km về phía tây nam Calw, và 19 km về phía đông bắc của Freudenstadt. Dân số đô thị thời điểm 31 tháng 12 năm 2020 là 10.781 người
Có 10 khu vực dân cư ở đô thị này:: Altensteig, Altensteigdorf, Berneck, Garrweiler, Hornberg, Spielberg, Überberg, Walddorf mit Monhardt và Wart.
| Altensteigdorf | Berneck  | Garrweiler | Hornberg |
| Spielberg      | Überberg | Walddorf   | Wart     |
| -------------- | -------- | ---------- | -------- |